# Isopterygium longipes
Isopterygium longipes är en bladmossart som beskrevs av Thériot 1936. Isopterygium longipes ingår i släktet Isopterygium och familjen Hypnaceae. Inga underarter finns listade i Catalogue of Life.